# Norbert Frey

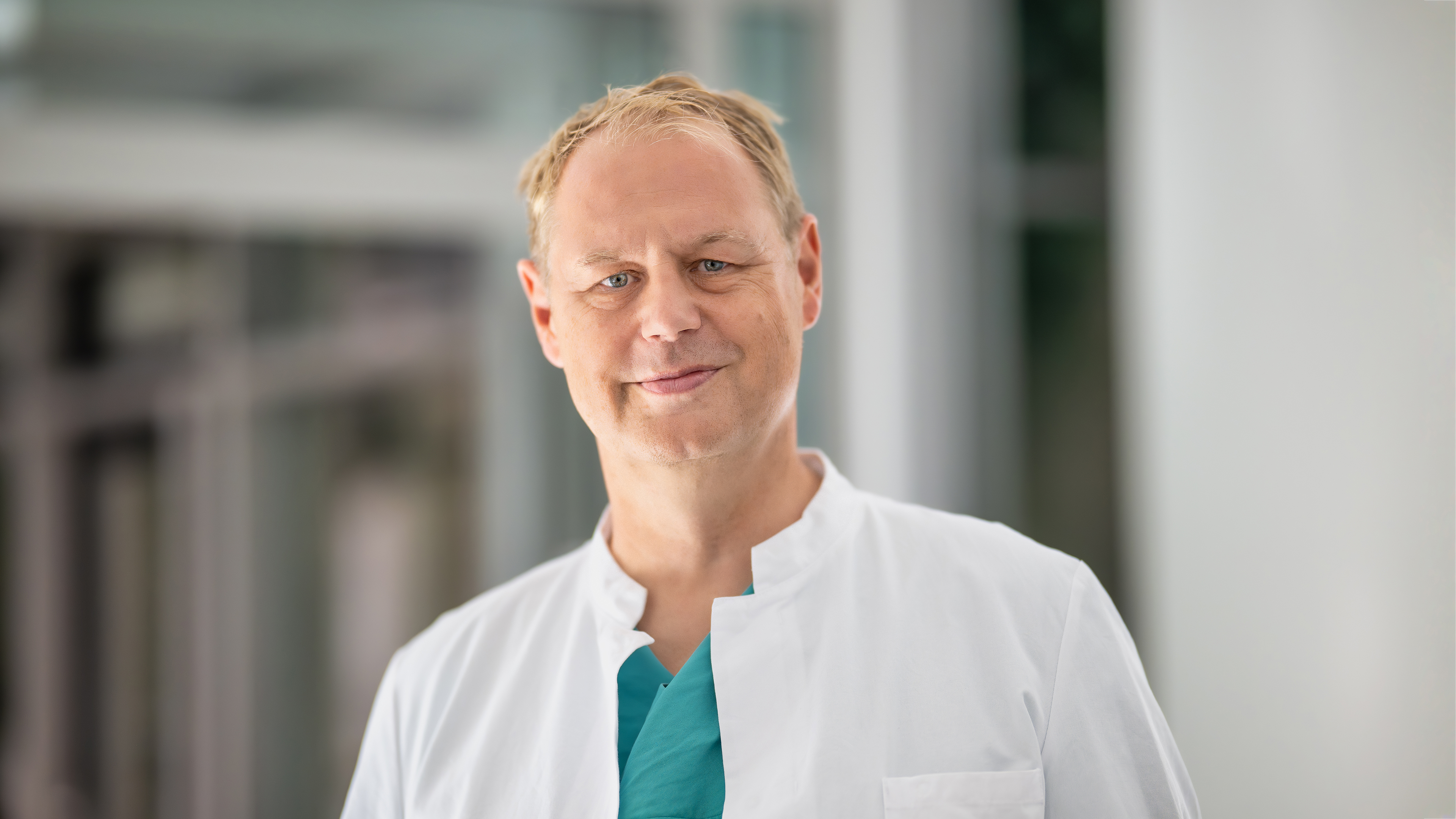
Norbert Frey, 2024

Norbert Frey (* 15. Oktober 1966 in Braunschweig) ist ein deutscher Kardiologe und Hochschullehrer. Seit Oktober 2020 ist er Ärztlicher Direktor der Klinik für Kardiologie, Angiologie und Pneumologie am Universitätsklinikum Heidelberg.

## Werdegang
Frey studierte von 1987 bis 1994 Humanmedizin an der Christian-Albrechts-Universität zu Kiel, der Johns Hopkins University in Baltimore und der Georgetown University, Washington, D.C.
Er promovierte 1994 zum Dr. med. im Fach Pharmakologie und begann daraufhin im selben Jahr seine Facharztausbildung als Assistenzarzt in der Inneren Medizin III (Kardiologie) des Universitätsklinikums Heidelberg unter der Leitung von Wolfgang Kübler, welche er ab 1996 in der Klinik für Innere Medizin II des Universitätsklinikums Lübeck unter Hugo A. Katus fortsetzte.
Im Rahmen eines Stipendiums der Deutschen Forschungsgemeinschaft (DFG) war Frey im Southwestern Medical Center der University of Texas in Dallas unter der Leitung von E. N. Olson im Bereich molekulare Kardiologie wissenschaftlich tätig. Nach seinem Forschungsaufenthalt kehrte er 2002 in die Klinik für Kardiologie des Universitätsklinikums Heidelberg zurück, deren Leitung nun Hugo A. Katus übernommen hatte. Hier leitete Frey die Arbeitsgruppe Molekulare Kardiologie und habilitierte 2006. Seit 2007 hatte er die Position des stellvertretenden ärztlichen Direktors inne, bis er 2008 einen Ruf für eine W3-Professur für die Klinik für Innere Medizin III (Kardiologie, Angiologie und Intensivmedizin) des Universitätsklinikums Schleswig-Holstein in Kiel erhielt, deren ärztlicher Direktor er bis 2020 blieb.
Seit Oktober 2020 ist er als Nachfolger von Hugo A. Katus ärztlicher Direktor der Klinik Innere Medizin III (Kardiologie, Angiologie, Pneumologie) des Universitätsklinikums Heidelberg.

## Akademisches Wirken
Frey beschäftigte sich als Wissenschaftler im Rahmen seiner Forschung mit molekularen Mechanismen, welche die Entstehung und den Verlauf von Kardiomyopathien (Herzmuskelerkrankungen) und Herzinsuffizienz (Herzschwäche) beeinflussen.
Unter anderem gelang ihm als Teil einer internationalen Forschungsgruppe die Identifikation einer Proteinfamilie mit der Bezeichnung „Calsarcins“, deren Einfluss auf die Kontraktilität des Herzmuskels von Frey und seinem Forschungsteam charakterisiert werden konnte.
Frey ist zudem Sprecher der Akademie der Deutschen Gesellschaft für Kardiologie (DGK), Mitglied des Research Coordinating Committee des Deutschen Zentrums für Herz-Kreislauf-Forschung sowie Herausgeber der Fachzeitschrift Clinical Research in Cardiology.

## Schriften (Auszug)
- N. Frey, T. Barrientos, J. M. Shelton, D. Frank, H. Rütten, D. Gehring, C. Kuhn, M. Lutz, B. Rothermel, R. Bassel-Duby, J. A. Richardson, H. A. Katus, J. A. Hill, E. N. Olson: Mice lacking calsarcin-1 are sensitized to calcineurin signaling and show accelerated cardiomyopathy in response to pathological biomechanical stress. In: Nat Med. Band 10, Nr. 12, December 2004, S. 1336–1343. doi:10.1038/nm1132. PMID 15543153.
- D. Frank, C. Kuhn, M. van Eickels, D. Gehring, C. Hanselmann, S. Lippl, R. Will, H. A. Katus, N. Frey: Calsarcin-1 protects against angiotensin-II induced cardiac hypertrophy. In: Circulation. Band 116, Nr. 22, November 2007, S. 2587–2596. doi:10.1161/CIRCULATIONAHA.107.711317. PMID 18025526.
- N. Frey, D. Frank, S. Lippl, C. Kuhn, H. Kögler, T. Barrientos, C. Rohr, R. Will, O. J. Müller, H. Weiler, R. Bassel-Duby, H. A. Katus, E. N. Olson: Calsarcin-2 deficiency increases exercise capacity in mice through calcineurin/NFAT activation. In: J Clin Invest. Band 118, Nr. 11, November 2008, S. 3598–3608. doi:10.1172/JCI36277. PMID 18846255.
- M. Eden, B. Meder, M. Völkers, M. Poomvanicha, K. Domes, M. Branchereau, P. Marck, R. Will, A. Bernt, A. Rangrez, M. Busch, German Mouse Clinic Consortium, M. Hrabě de Angelis, M, Heymes, W. Rottbauer, P. Most, F. Hofmann, N. Frey: Myoscape controls cardiac calcium cycling and contractility via regulation of L-type calcium channel surface expression. In: Nat Commun. Band 28, Nr. 7, April 2016, S. 11317. doi:10.1038/ncomms11317. PMID 27122098. Erratum in: Nat Commun. Band 26, Nr. 7, May 2016, S. 11835. doi:10.1038/ncomms11835. PMID 27122098; PMC 5438100 (freier Volltext).
- N. Rott, K. H. Scholz, H. J. Busch, N. Frey, M. Kelm, H. Thiele, B. W. Böttiger: Criteria for the certification of Cardiac Arrest Centers in Germany. In: Resuscitation. Band 169, December 2021, S. 1–3. doi:10.1016/j.resuscitation.2021.09.034. PMID 34627867.
- L. H. Lehmann, F. Stein, D. Jäger, N. Frey: The Heidelberg cardio-oncology unit (COUNT)-a possible blueprint for improved care of cardio-oncological patients. In: Clin Res in Cardiol. Band 111, Nr. 2, February 2022, S. 227–229. doi:10.1007/s00392-021-01894-z. PMID 34181066.
- I. Hilgendorf, J. Backs, S. Baldus, J. Chen, D. Duncker, A. El-Armouche, N. Frey, D. Hilfiker-Kleiner, V. Johnson, S. Künzel, K. C. Wollert, A. Zeiher, H. B. Sager: Clinician Scientists in der kardiovaskulären Medizin. In: Kardiologie. Band 17, December 2022, S. 6–11. doi:10.1007/s12181-022-00582-0.

## Ehrungen
- 1999: Oskar-Lapp-Award, Deutsche Gesellschaft für Kardiologie[2]
- 1999–2001: DFG-Stipendium am Southwestern Medical Center der University of Texas, Dallas[2]
- 2005: Franz-Maximilian-Groedel-Preis, Deutsche Gesellschaft für Kardiologie[7]
- 2009: Arthur-Weber-Preis, Deutsche Gesellschaft für Kardiologie[2]
- 2018: Preis der Fritz Acker Stiftung, Deutsche Gesellschaft für Kardiologie[8]